# Emblyna cruciata
Emblyna cruciata är en spindelart som först beskrevs av James Henry Emerton 1888.  Emblyna cruciata ingår i släktet Emblyna och familjen kardarspindlar. Inga underarter finns listade i Catalogue of Life.